# Лудвиг фон Щолберг
Лудвиг цу Щолберг (на немски: Ludwig zu Stolberg; * 12 януари 1505 в дворец Щолберг (Харц); † 1 септември 1574 във Вертхайм) от фамилията Щолберг е граф от Графство Щолберг, Диц, Рошфор и Вертхайм, и от 1535 г. до смъртта си граф на Епенщайн-Кьонигщайн.
Той е третият син на граф Бото III цу Щолберг (1467 – 1538) и съпругата му графиня Анна фон Епщайн-Кьонигщайн (1481 – 1538), дъщеря на граф Филип I фон Епщайн-Кьонигщайн († 1480/1481) и Луиза де Ла Марк († 1524). Сестра му Юлиана фон Щолберг се омъжва 1523 г. за граф Филип II фон Ханау-Мюнценберг.
От деветата си годишнина той е възпитаван при чичо му граф Еберхард IV фон Епщайн-Кьонигщайн († 1535) в Кьонигщайн в Таунус. Той следва в университета във Витенберг и 1521 г. взема учението на Мартин Лутер.
Той става съветник на император Карл V и след това на Фердинанд I и Максимилиан II и често е изпращан в чужбина. Той става универсален наследник на чичо си граф Еберхард IV фон Епщайн-Кьонигщайн, от 1527 г. е негов сърегент и на 25 май 1535 г. го наследява.
През 1556 г., след смъртта на зет му Михаел фон Вертхайм Лудвиг получава графство Вертхайм.
Единственият му син Бото умира преди него.

## Фамилия
Лудвиг се жени през 1528 г. за Валпурга Йохана фон Вид-Рункел (* ок. 1505; † 3 октомври 1578), дъщеря на граф Йохан III фон Вид († 1533) и съпругата му Елизабет фон Насау-Диленбург († 1559), дъщеря на граф Йохан V фон Насау-Диленбург († 1516) и Елизабет фон Хесен-Марбург († 1523), дъщеря на ландграф Хайнрих III фон Хесен-Марбург. Те имат децата:
- Катарина († 1598), омъжена I. за граф Михаел фон Вертхайм († 1556) и II. за граф Филип фон Еберщайн († 1589)
- дъщеря (1543)
- Елизабет († 1612), омъжена I. за граф Дитрих VI фон Мандершайд-Керпен (1538 – 1593), II. за граф Вилхелм фон Крихинген (1573 – 1610)
- Бото, възпитаван в баварския херцогски двор, умира преди баща си
- Анна (1548 – 1599), омъжена 1566 г. за граф Лудвиг III фон Льовенщайн (1530 – 1611)